# Habhi
Habhi ist ein Land im nördlichen Mesopotamien. Es wird unter anderem auf der Yoncalı-Inschrift  des assyrischen Herrschers Tiglat-pileser I. (1114 bis 1076 v. Chr.) erwähnt, der sich hier als der Eroberer von Nairi von Tumme nach Daiaeni, Eroberer von Habhi bis zum „großen Meer“ bezeichnet.

„ka-šid KUR.KUR na-i-ri iš-tu KURtu-um-mi a-[di] KURda-ia-ni ka-šid [KUR] hab-hi a-di A.AB.BA GAL-te.“

In der Zeit von Adad-nirari II. lag Habhi zwischen Hatti, also Nordost-Syrien, und Nairi (K.A.H. II, 83 r. 7; 84 r.).
Adad-nirari II. berichtet auf einer Gründungsplatte aus Niniveh (BM 12104) von seinen Siegen gegen Urartri:

„[…] Heldenhafter König, der mit der Hilfe seines Herren Aššur vom anderen Ufer des unteren Zab nach Lulume, Habhi, Zamua, und bis zum Anfang des Landes Namri zog und der das weite Qumani bis nach Mehri, Salua und Urarti unterwarf.“

 Danach wird der Text lückenhaft; er erwähnt Opfer, die der König darbrachte, und weitere Eroberungen.
Aššur-nâṣir-apli II. erwähnt Habhi im Zuge eines Feldzuges gegen den Tur Abdin (Kašiari) im Jahre 879 v. Chr. Er erhielt von Habhi 300 Talente Eisen als Tribut.

## Lage
Emil Forrer wollte Habhi in Aserbaidschan lokalisieren.
Lacheman und Maidman sehen in der Bezeichnung (wie auch von Nairi) „eine generelle, oft austauschbare […] Bezeichnung für die Gebiete am oberen Tigris und seiner Nebenflüsse“.
Der georgische Assyriologe Gregor A. Melik'išvili liest die  mit hab-hi transkribierte Stelle der Yoncalı-Stele als quil-hi (Kilchi) und setzt dieses mit dem Land Qulḫa der urartäischen Quellen und der Kolchis der Griechen gleich. Damit entspräche das „Große Meer“ dem Schwarzen Meer. Dies ist jedoch schon wegen der dann durch das assyrische Heer zurückzulegenden Entfernungen sehr unwahrscheinlich.
Andere Forscher suchen Habhi im Tur Abdin und wollen es mit dem heutigen Hah (Anıtlı) gleichsetzen. Auch eine Gleichsetzung mit dem Hyope des Hekataios von Milet wurde erwogen.